# حفاظت خاک

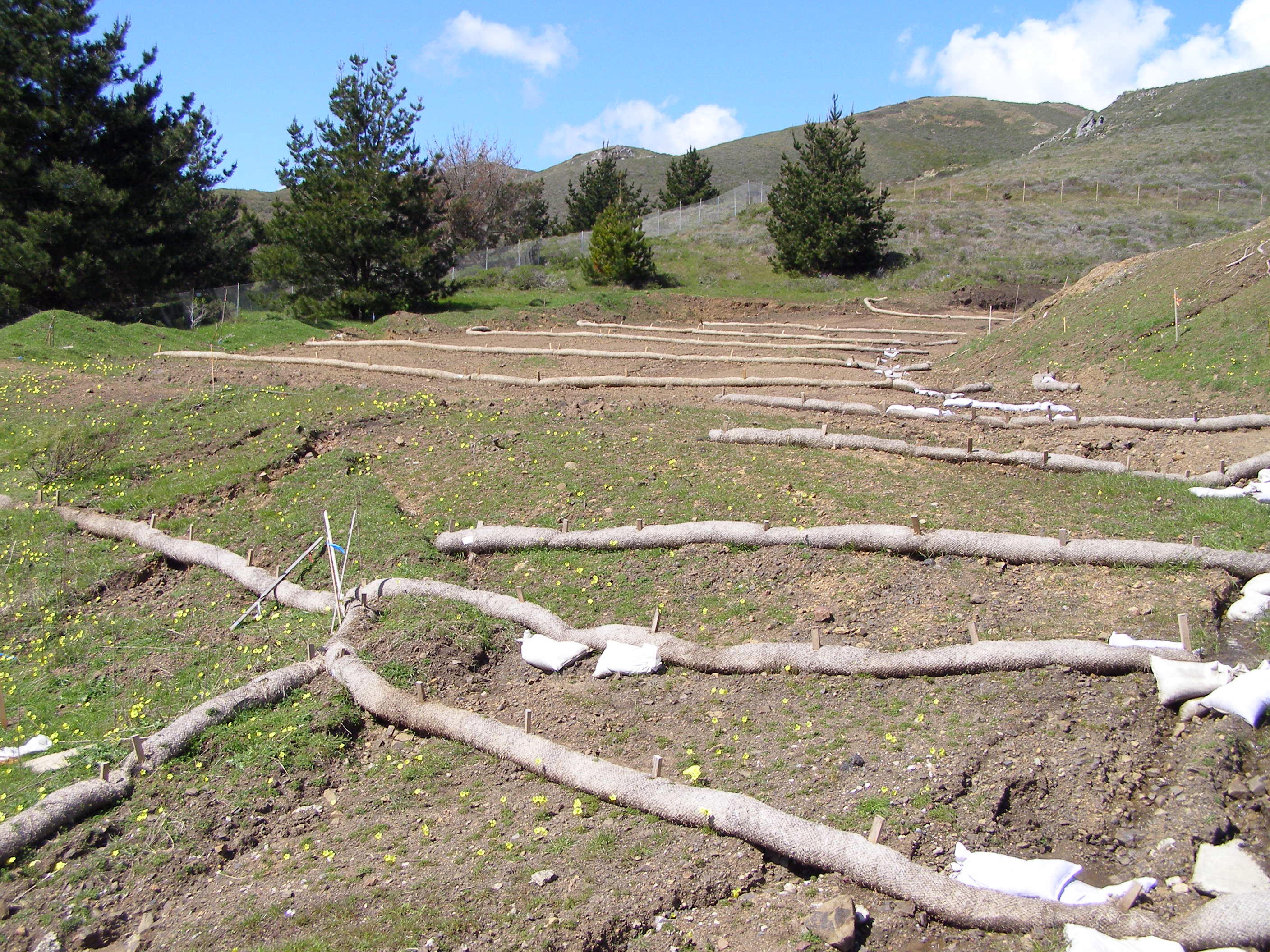
موانع ایجاد شده در شیب‌ها، ایالت کالیفرنیا در آمریکا

حفاظت خاک به جلوگیری از نابودی، کاهش باروری، اسیدی شدن، افزایش نمک و آلودگی‌های شیمیایی دیگر خاک گفته می‌شود. علت عمده فرسایش خاک استفاده بیش از حد ازآن است.
از جمله عوامل از بین رفتن خاک سوزاندن باقی مانده محصولات کشاورزی پس از درو در کشورهای کمتر توسعه یافته و نابودی جنگل‌ها و بیابان زایی است.

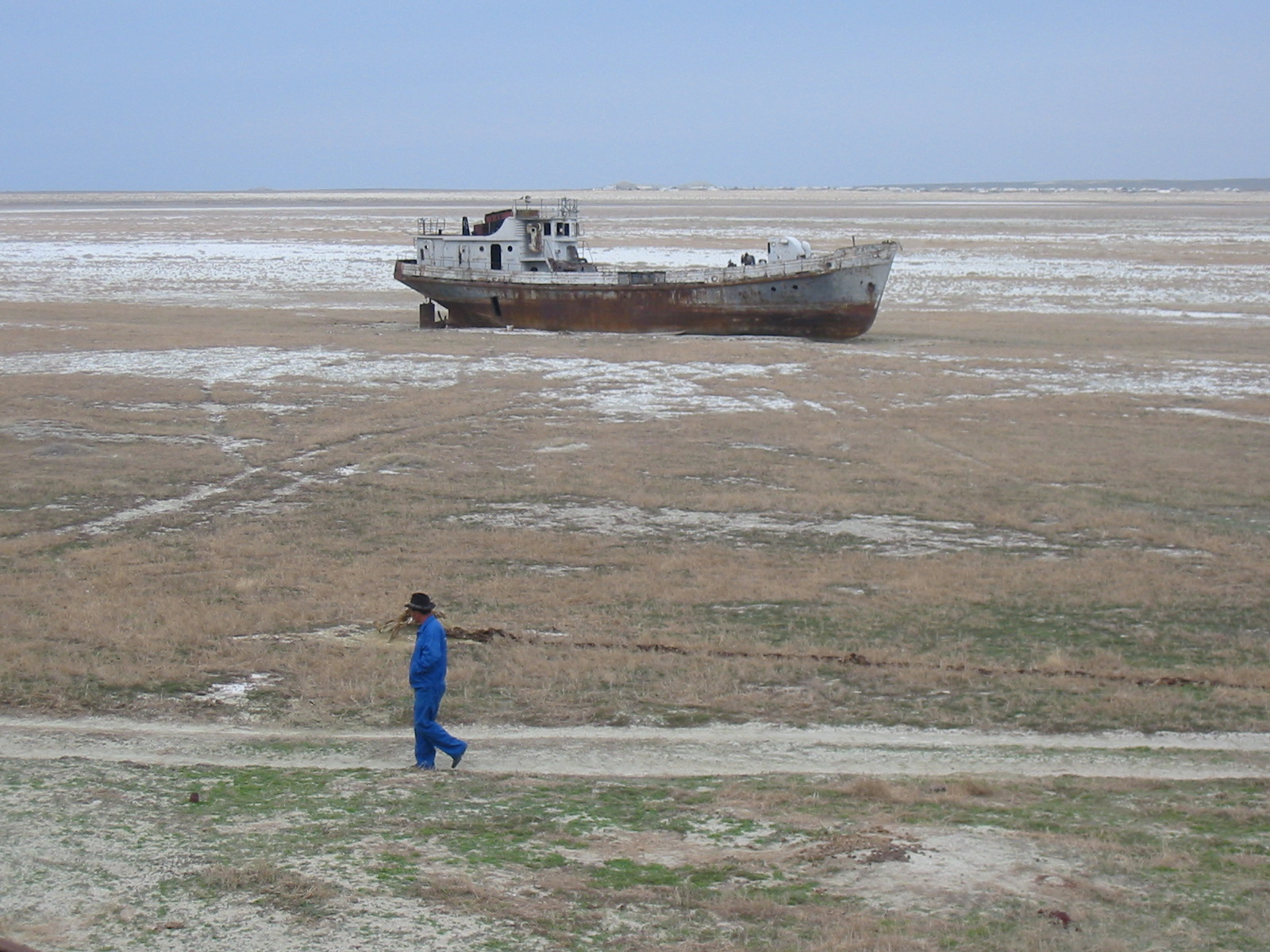
نمک انباشته شده در بستر خشک دریاچه آرال

## راه‌های حفاظت خاک
از جمله شیوه‌های حفاظت خاک کشت تناوبی محصولات کشاورزی، کشت گیاهان پوششی که به تثبیت خاک کمک می‌کنند، خاک ورزی حفاظتی، ایجاد بادگیرها است که از خاک حفاظت کرده و به باروی خاک نیز کمک می‌کنند. گیاهان و بخصوص درختان پس از مرگ می‌پوسند و به بخشی از خاک تبدیل می‌شوند.